# Рабенштајн (Флеминг)
Рабенштајн (њем. Rabenstein/Fläming) град је у њемачкој савезној држави Бранденбург. Једно је од 38 општинских средишта округа Потсдам-Мителмарк. Према процјени из 2010. у граду је живјело 885 становника. Посједује регионалну шифру (AGS) 12069485.

## Географски и демографски подаци
Рабенштајн се налази у савезној држави Бранденбург у округу Потсдам-Мителмарк. Град се налази на надморској висини од 100 метара. Површина општине износи 78,9 km². У самом граду је, према процјени из 2010. године, живјело 885 становника. Просјечна густина становништва износи 11 становника/km².